# ロレンソ・ルイス
ロレンソ・ルイス（Lorenzo Ruiz、漢名: 李樂倫、1594年11月28日 - 1637年9月29日）は、カトリック教会で崇拝されているフィリピン人の聖人である。中国系フィリピン人である彼は、17世紀に江戸幕府によるキリスト教徒への迫害の中で処刑された。1987年に列聖されてマニラの聖ロレンソとなり、特にフィリピンとフィリピン人の守護聖人となっている。日本に最初に到着したフィリピン人といわれる。

## 若年期

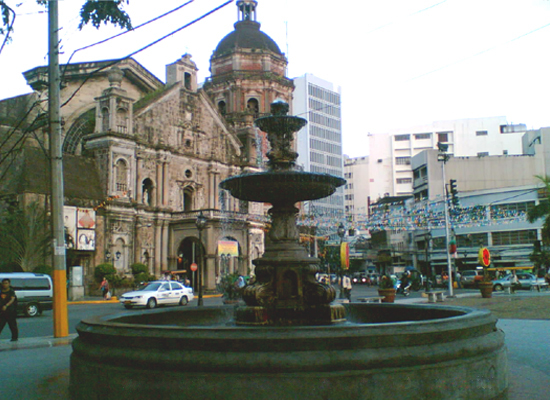
聖ロレンソの主祭壇であるビノンド教会

ロレンソ・ルイスは、1594年11月28日にマニラのビノンドで、明から移住してきたカトリック教徒の父とフィリピン人の母の間に生まれた。父から中国語を、母からタガログ語を教わった。
ロレンソは、ビノンド教会で堂役を務めた。ドミニコ会の修道士たちから教育を数年間受けた後、ロレンソは、その巧みな筆写能力からエスクリバーノ（書士）の称号を得た。また、ドミニコ会の聖ロザリオ会の会員となった。彼はロサリオ会員の女性と結婚し、2男1女をもうけた。ルイス家はおおむね平穏で、信心深く、充実した生活を送っていた。
1636年、ビノンド教会の事務員として働いていたロレンソは、スペイン人を殺したという濡れ衣を着せられた。ロレンソは、宣教師が乗船する日本行きの船に逃げ込んだ。アジール権により、聖職者が乗る船の中は一種の治外法権で逮捕ができなくなるためである。ロレンソは、アントニオ・ゴンザレス、ギヨーム・クルーテ、ミゲル・デ・アオサラサの3人のドミニカ人司祭、日本人司祭のビセンテ塩塚、「京都のラサロ」と呼ばれる京都出身の信徒とともに、1636年6月10日に琉球に向けて出航した。

## 殉教

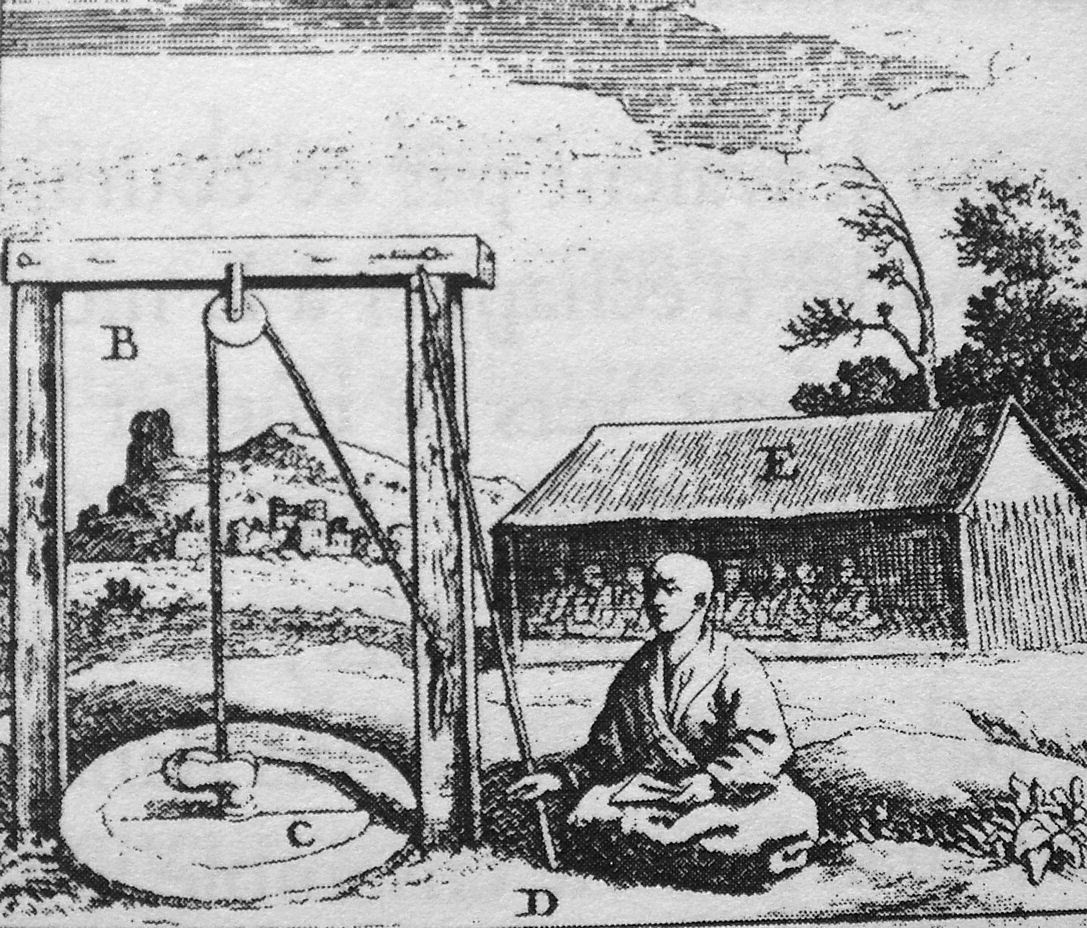
「穴吊るし」の様子

ロレンソたちが日本に到着した頃、江戸幕府はキリスト教徒を迫害していた。一行は琉球（現在の沖縄県）に到着するとすぐに捕らえられて牢屋に入れられた。2年後に長崎に護送され、長崎奉行から棄教させるための拷問を受けた。一行は様々な残酷な拷問に耐えた。
1637年9月27日、ロレンソらは西坂の丘に連れて行かれ、穴の中に逆さに吊るされる「穴吊るし」（「吊り殺し」、または単に「吊るし」ともいう）という拷問を受けた。これは、対象者の体を縛り、片手だけを自由にしておき、棄教の意思を示すと解放されるようにしていた。ロレンソは苦しみながらもキリスト教を放棄せず、最終的には失血と窒息で、2日後の1637年9月29日に42歳で亡くなった。遺体は火葬され、遺灰は海に流された。
マニラに送られてきた宣教師の記録によると、ロレンソは死に際にラテン語で次のような言葉を残している。
Ego Catholicus sum et animo prompto paratoque pro Deo mortem obibo.

Si mille vitas haberem, cunctas ei offerrem.

（私はカトリック教徒であり、神のために死を受け入れることを心の底から望んでいます。

もし私が千の命を持っていたら、これら全てを神に捧げましょう。）

## 列福と列聖
ロレンソの列福理由（Positio Super Introductione Causae）は、スペインの歴史家フィデル・ビジャロエルによって執筆された。ロレンソの殉教を示す中心的な文書は、2人のイエズス会の日本人元神父による目撃証言だった。その資料は、ビジャロエルがローマのイエズス会総合資料館で再発見した。ロレンソはドミニコ会会員だったため、そのような場所にロレンソに関する資料があるとは考えられなかった。
ロレンソは、同時期に長崎で殉教したドミニコ会関係者らとともに、「聖トマス西と15殉教者」として1981年にローマ教皇ヨハネ・パウロ2世によってマニラで列福された。バチカン以外で行われた列福式は史上初だった。1987年10月18日、バチカンで同教皇により「日本の16殉教者」として列聖され、フィリピン人初の聖人となった。
1983年10月に脳萎縮症（水頭症）の2歳の子供が、家族や支援者がロレンソに執り成しを求めて祈ったことで病気が治ったことが、列聖の根拠となる奇跡とされた。